# Henryk Latocha
Henryk Jan Latocha (Bieruń, 1943. június 8. –) válogatott lengyel labdarúgó, hátvéd.

## Pályafutása

### Klubcsapatban
1962–63-ban a Piast Gliwice, 1963 és 1965 között a Górnik Lędziny, 1965 és 1973 között a Górnik Zabrze labdarúgója volt. A Górnikkal négy bajnoki címet és öt lengyelkupa-győzelmet ért el. Tagja volt az 1969–70-es idényben KEK-döntős csapatnak. 1973-ban az osztrák Rapid Wien, 1974 és 1976 között a GKS Katowice játékosa volt. 1977 és 1979 között ismét Ausztriában, Burgenlandban a köpcsényi Polyar Kittsee, majd a gálosi FC Gols csapatában szerepelt.

### A válogatottban
1968 és 1970 között nyolc alkalommal szerepelt a lengyel válogatottban.

## Sikerei, díjai
Górnik Zabrze
- Lengyel bajnokság
  - bajnok (4): 1965–66, 1966–67, 1970–71, 1971–72
- Lengyel kupa
  - győztes (5): 1968, 1969, 1970, 1971, 1972
- Kupagyőztesek Európa-kupája (KEK)
  - döntős: 1969–70

## Statisztika

### Mérkőzései a lengyel válogatottban
| Lengyelország | Lengyelország       | Lengyelország                     | Lengyelország | Lengyelország | Lengyelország | Lengyelország | Lengyelország | Lengyelország |
| #             | Dátum               | Helyszín                          | Hazai         | Eredmény      | Vendég        | Kiírás        | Gólok         | Esemény       |
| ------------- | ------------------- | --------------------------------- | ------------- | ------------- | ------------- | ------------- | ------------- | ------------- |
| 1.            | 1968. május 1.      | Varsó, Lengyel Hadsereg Stadionja | Lengyelország | 0 – 0         | Hollandia     | barátságos    | -             |               |
| 2.            | 1968. május 15.     | Dublin, Dalymount Park            | Írország      | 2 – 2         | Lengyelország | barátságos    | -             |               |
| 3.            | 1968. június 9.     | Oslo, Ullevaal Stadion            | Norvégia      | 1 – 6         | Lengyelország | barátságos    | -             |               |
| 4.            | 1969. április 20.   | Krakkó, Városi Stadion            | Lengyelország | 8 – 1         | Luxemburg     | vb-selejtező  | -             |               |
| 5.            | 1969. május 7.      | Rotterdam, Feijenoord Stadion     | Hollandia     | 1 – 0         | Lengyelország | vb-selejtező  | -             |               |
| 6.            | 1969. szeptember 7. | Chorzów, Stadion Śląski           | Lengyelország | 2 – 1         | Hollandia     | vb-selejtező  | -             |               |
| 7.            | 1969. november 9.   | Varsó, Stadion Dziesięciolecia    | Lengyelország | 3 – 0         | Bulgária      | vb-selejtező  | -             |               |
| 8.            | 1970. május 6.      | Poznań, Július 22. Stadion        | Lengyelország | 2 – 1         | Írország      | barátságos    | -             |               |
|               | Összesen            |                                   |               | 8             | mérkőzés      |               | 0             | gól           |